# Chrysaor
Chrysaor (Oudgrieks: Χρυσάωρ, '(hij met) het gouden zwaard', omdat hij - volgens Hesiodus - met een gouden zwaard in hand ter wereld kwam) is een wezen uit de Griekse mythologie.
Hij is een zoon van Medusa en Poseidon. Toen Medusa door Perseus werd onthoofd, werden uit haar bloed (als gevolg van een eerder contact met Poseidon) het gevleugelde paard Pegasus en de grote Chrysaor geboren. 
Door verschillende schrijvers wordt Chrysaor genoemd als de vader van de driehoofdige Geryones, terwijl Callirrhoë dan de moeder is. Diodoros van Sicilië heeft een iets afwijkende versie, wanneer hij schrijft dat Chrysaor de welvarende koning was van Iberië, en deze drie zonen had.

## Antieke bronnen
- pseudo-Apollodorus van Athene, Bibliotheca II 4.2, 5.10.
- Hesiodus, Theogonia 278-283, 287-288, 980-983.
- Hyginus Mythographus, Fabulae praefatio 30.151.
- Pausanias, I 35.7.
- Diodorus Siculus, IV 17.2-18.2.